# Udea nebulatalis
Udea nebulatalis is een vlinder uit de familie van de grasmotten (Crambidae), uit de onderfamilie van de Spilomelinae. De wetenschappelijke naam van deze soort is voor het eerst voorgesteld door Hiroshi Inoue, Hiroshi Yamanaka & Akio Sasaki in een publicatie uit 2008.
De soort komt voor in Japan.